# Poulsbo
Poulsbo é uma cidade localizada no estado norte-americano de Washington, no Condado de Kitsap.

Localiza-se na península Kitsap, a 35 minutos de ferry de Seattle. Esta pequena cidade pitoresca orgulha-se da sua herança nórdica - recebeu muitos emigrantes, principalmente, da Noruega e Finlândia, enquanto permanece distintamente americana.

## Demografia
Segundo o censo norte-americano de 2000, a sua população era de 6813 habitantes.
Em 2006, foi estimada uma população de 7808, um aumento de 995 (14.6%).

## Geografia
De acordo com o United States Census Bureau tem uma área de
9,8 km², dos quais 8,3 km² cobertos por terra e 1,5 km² cobertos por água. Poulsbo localiza-se a aproximadamente 14 m acima do nível do mar.

## Localidades na vizinhança
O diagrama seguinte representa as localidades num raio de 12 km ao redor de Poulsbo.